# Siestrzemił
Siestrzemił – staropolskie imię męskie, złożone z członów Siestrze- ("siostrze", psł. *sestra)i -mił ("miły"). Znaczenie imienia: "ten, który jest miły swojej siostrze".
Siestrzemił imieniny obchodzi 27 października.
W jęz. czeskim występuje jego odpowiednik, imię Sestrymil.